# Willi Kalmes
Willi Kalmes (17 février 1899 - 26 octobre 1993) est un entrepreneur allemand. Il a reçu la Bundesverdienstkreuz en 1963.

## Biographie
Willi Kalmes naît à Metz le 17 février 1899  pendant la première annexion allemande. Après des études de commerce à Metz, Willi Kalmes fait son apprentissage dans une pépinière. Son cursus est interrompu par la déclaration de guerre de la France en 1914. Il reste avec ses parents à Metz jusqu'en 1919, puis s'installe à Moselkern en Rhénanie-Palatinat, où son père ouvre un commerce, puis à Treis-Karden. Homme d'une grande énergie, il s'investit pendant plus de vingt ans dans le monde associatif, où son énergie fut justement appréciée après guerre. Le 5 mai 1963, Willi Kalmes reçut la Bundesverdienstkreuz, la récompense civile allemande la plus élevée, destinée à honorer des mérites acquis au service du pays et de la collectivité Willi Kalme meurt le 26 octobre 1993, à Cochem, sa ville d’adoption.

## Sources
- Friderichs, Alfons [dir.]: Persönlichkeiten des Kreises Cochem-Zell. Trèves, Kliomedia, 2004.